# Lai Châu (provincie)
Lai Châu este o provincie în Vietnam.

## Județ
- Lai Châu
- Mường Tè
- Phong Thổ
- Sìn Hồ
- Tam Đường
- Tân Uyên
- Than Uyên

1. ↑   (PDF) https://monre.gov.vn/VanBan/Lists/VanBanChiDao/Attachments/3012/b4.1_Signed.pdf Lipsește sau este vid: |title= (ajutor)
2. ↑   https://www.gso.gov.vn/en/px-web/?pxid=E0201&theme=Population%20and%20Employment Lipsește sau este vid: |title= (ajutor)
3. ↑   https://mabuuchinh.vn/ Lipsește sau este vid: |title= (ajutor)
4. ↑   http://postcode.vn/ Lipsește sau este vid: |title= (ajutor)